# Technische Universität Opole

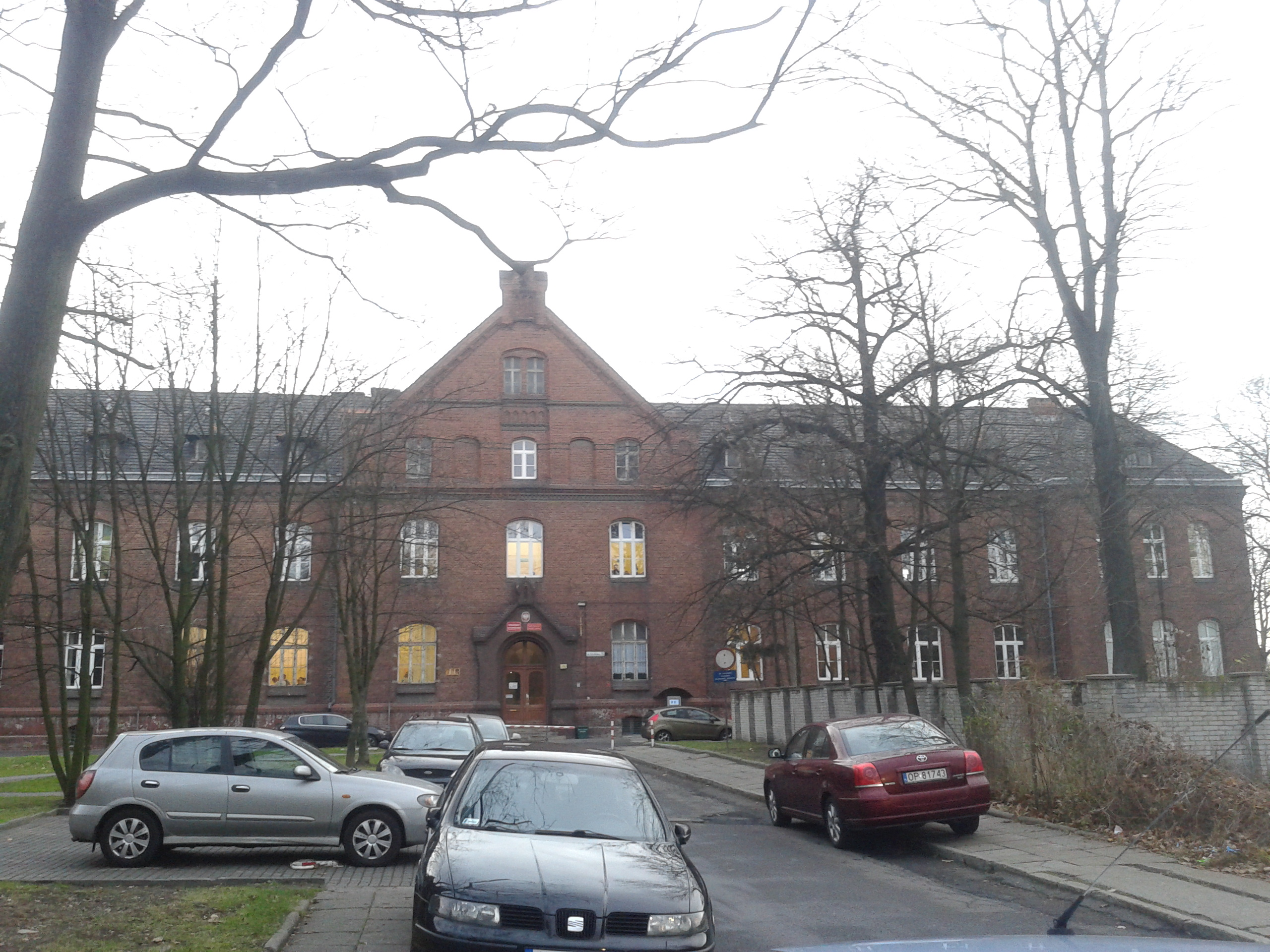
Institut für Innovationsprozesse, Produkte und Logistik

Die Technische Universität Opole (polnisch: Politechnika Opolska) ist eine Technische Universität in Opole, Polen. Die Technische Universität Opole wurde im Jahre 1966 als eine Fachhochschule (pl. Wyższa Szkoła Inżynierska) gegründet und im Jahre 1996 in eine Technische Universität umgewandelt.
Die Universität besteht aus 5 Fakultäten:
- Bauwesen
- Elektrotechnik Automatik und Informatik
- Maschinenbau
- Sport und Physiotherapie
- Verwaltung und Produktionstechnik

Zur Hochschule gehört unter anderem die Zentralbibliothek und das „Institut für Mathematik, Physik und Chemie“.